# Italiani di Londra
Gli italiani di Londra sono la storica comunità di italo-britannici residenti nell'area metropolitana di Londra. 
Sono stimati in oltre 280.000 persone e costituiscono il primo gruppo etnico non britannico della città.

## Storia

### XIX secolo

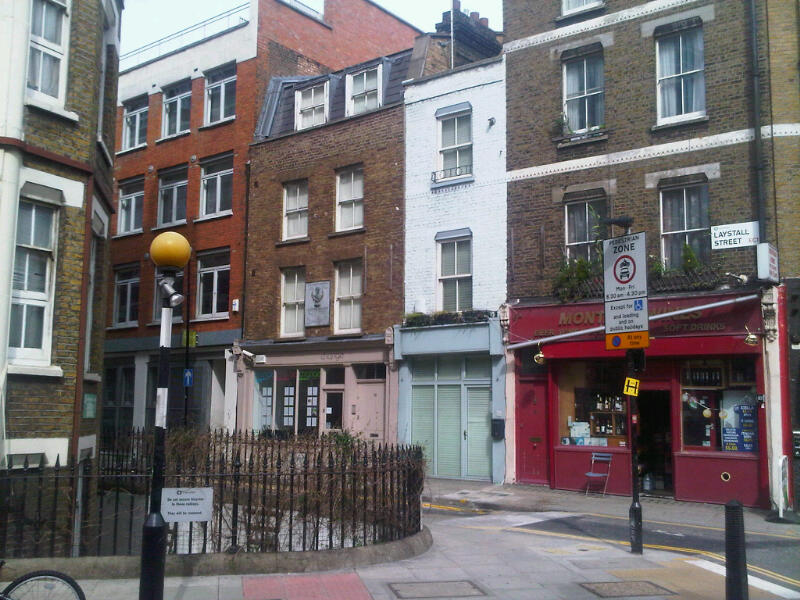
La casa di Mazzini in Laystall Street a Londra

A metà del XIX secolo l'ondata d'immigrazione italiana verso Londra diede vita a una Little Italy a Clerkenwell citata anche da Dickens in Oliver Twist. In questo quartiere visse anche Giuseppe Mazzini, il quale nel 1841 creò a Hatton Garden una scuola in lingua italiana per la crescente comunità di italiani di Londra. 
Nel 1863 fu fondata la Chiesa italiana di San Pietro, che da allora organizza annualmente fatta la "Processione della Madonna del Carmine" intorno al quartiere. Nel 1878 aprì a Little Italy la più antica gastronomia italiana del Regno Unito, tuttora in attività: la Terroni & Sons. 
Nel 1895, secondo il consolato italiano, vivevano a Londra circa 12000 italiani. I meridionali erano concentrati soprattutto a Little Italy, mentre gli altri a Soho. 

### XX secolo

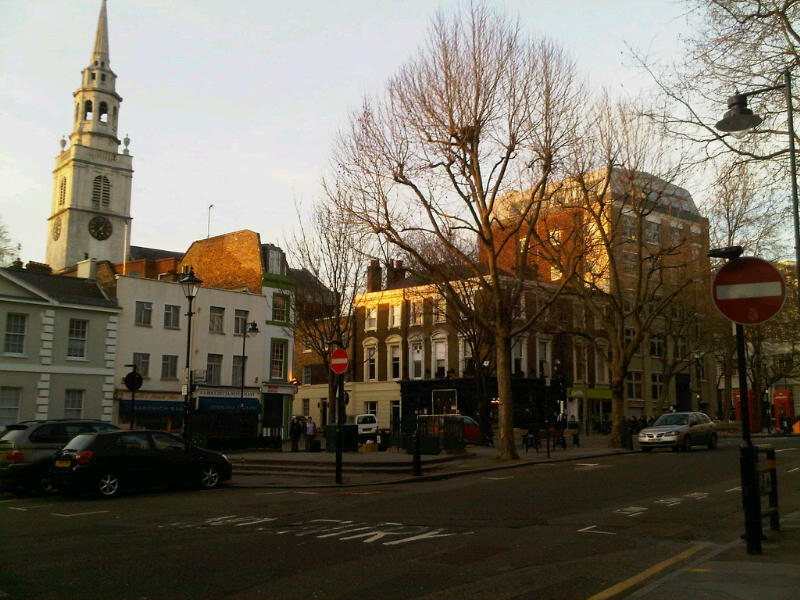
Clerkenwell Green, Londra

All'inizio del XX secolo, molti italiani di Londra si trasferirono a vivere a Soho.
Negli anni '30 a Londra avevano sede undici scuole italiane e una sezione locale del Partito Fascista (promossa nel 1921 dallo stesso Mussolini, che la definì la sua "primogenita all'estero").
La seconda guerra mondiale causò forti restrizioni alla comunità italiana a Londra. 
Dal dopoguerra agli anni 1970 si ebbe una ripresa dell'emigrazione italiana, dopo di che cominciò un declino della popolazione degli italiani di Londra.

### XXI secolo
Il XXI secolo ha visto un nuovo slancio dell'emigrazione italiana a Londra, con un conseguente aumento della popolazione di italiani di Londra. 
Nel censimento del 2001 vennero riportati 34.257 cittadini italiani residenti nella metropoli londinese, ma il numero è maggiore di diverse volte se si considrano gli italo-britannici nati in Inghilterra. Nel 2020 gli italiani di Londra si aggiravano, tra cittadini italiani e inglesi, sulle 130.000 unità. 
Nel 2021, l'Office for National Statistics stimava che i residenti britannici nati in Italia arrivassero a 280.000 persone. 
I dati degli iscritti AIRE superano la quota di 400.000 italiani registrati in UK nel 2020 (raddoppiati rispetto al 2012) e oltre 450.000 nel 2022. 
Dal 2022 gli italiani di Londra, circa 150.000, sono diventati il primo gruppo etnico non britannico della capitale.
I quartieri di Enfield, Haringey e Barnet nella cintura settentrionale di Londra e quelli di Islington e Camden vicino a Clerkewell sono attualmente i più popolati dagli italiani di Londra.

## Religione
Fulcro della vita religiosa degli italiani di Londra è la Chiesa italiana di San Pietro, edificio d'interesse storico-culturale di II grado. Almeno dal 1896 si tiene, organizzata da questa chiesa, la Processione della Madonna del Carmine, la prima cerimonia cattolica mai tenuta all'esterno nell'Inghilterra riformata.